# Annie River
Annie River är ett vattendrag i Australien. Det ligger i delstaten Queensland, omkring 1 700 kilometer nordväst om delstatshuvudstaden Brisbane.
Omgivningarna runt Annie River är huvudsakligen savann. Trakten runt Annie River är nära nog obefolkad, med mindre än två invånare per kvadratkilometer. Genomsnittlig årsnederbörd är 1 253 millimeter. Den regnigaste månaden är mars, med i genomsnitt 361 mm nederbörd, och den torraste är augusti, med 1 mm nederbörd.